# جان بيار ريفيير
جان بيار ريفيير (بالفرنسية: Henri Rivière )‏ (و. 1864 – 1951 م) هو رسام، ونقاش، وراسم فرنسي، ولد في الدائرة الثانية في باريس، توفي عن عمر يناهز 87 عاماً.

## روابط خارجية
- جان بيار ريفيير على موقع الموسوعة البريطانية (الإنجليزية)